# スラーピー

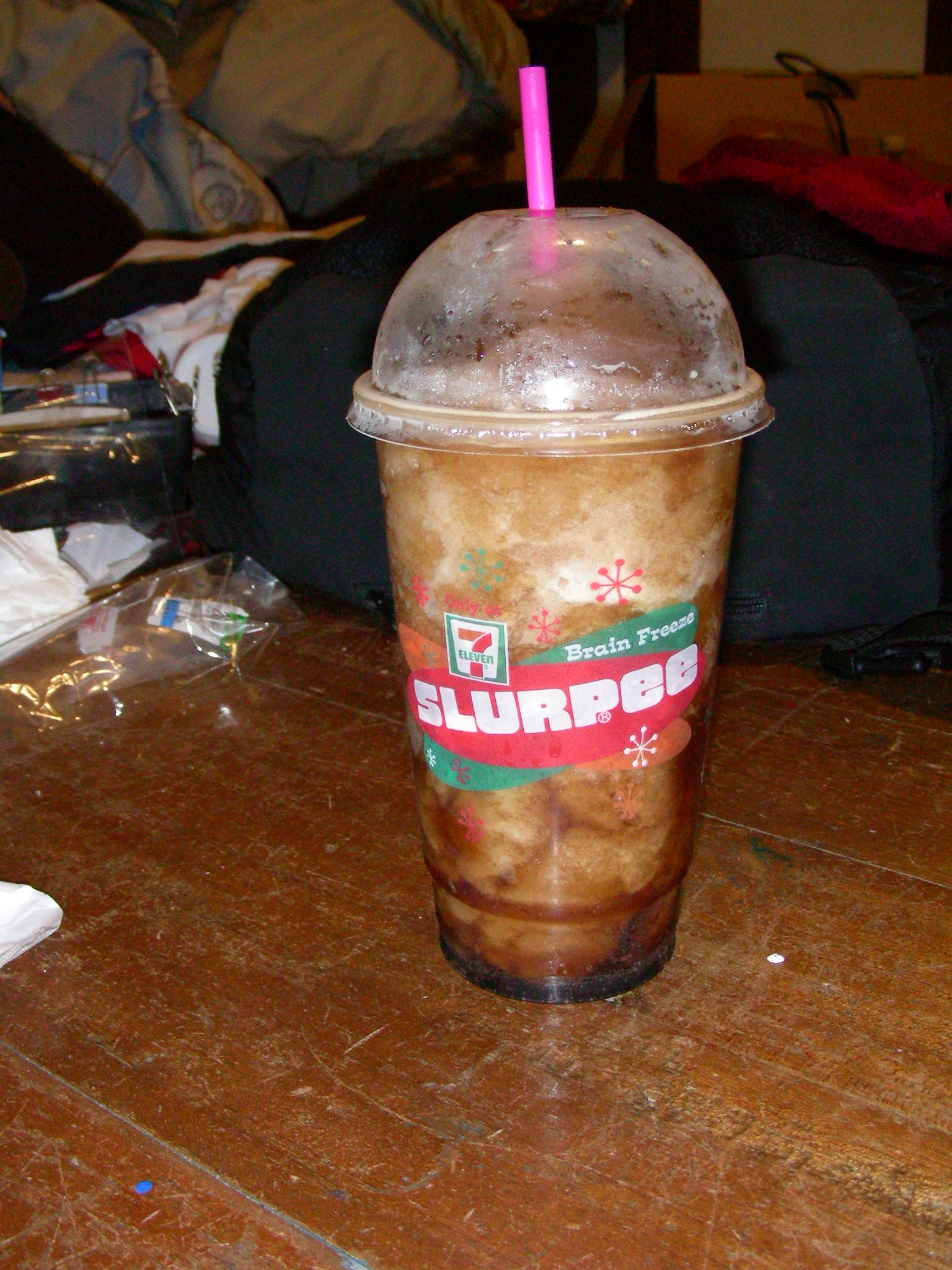
スラーピーの容器の例（台湾）

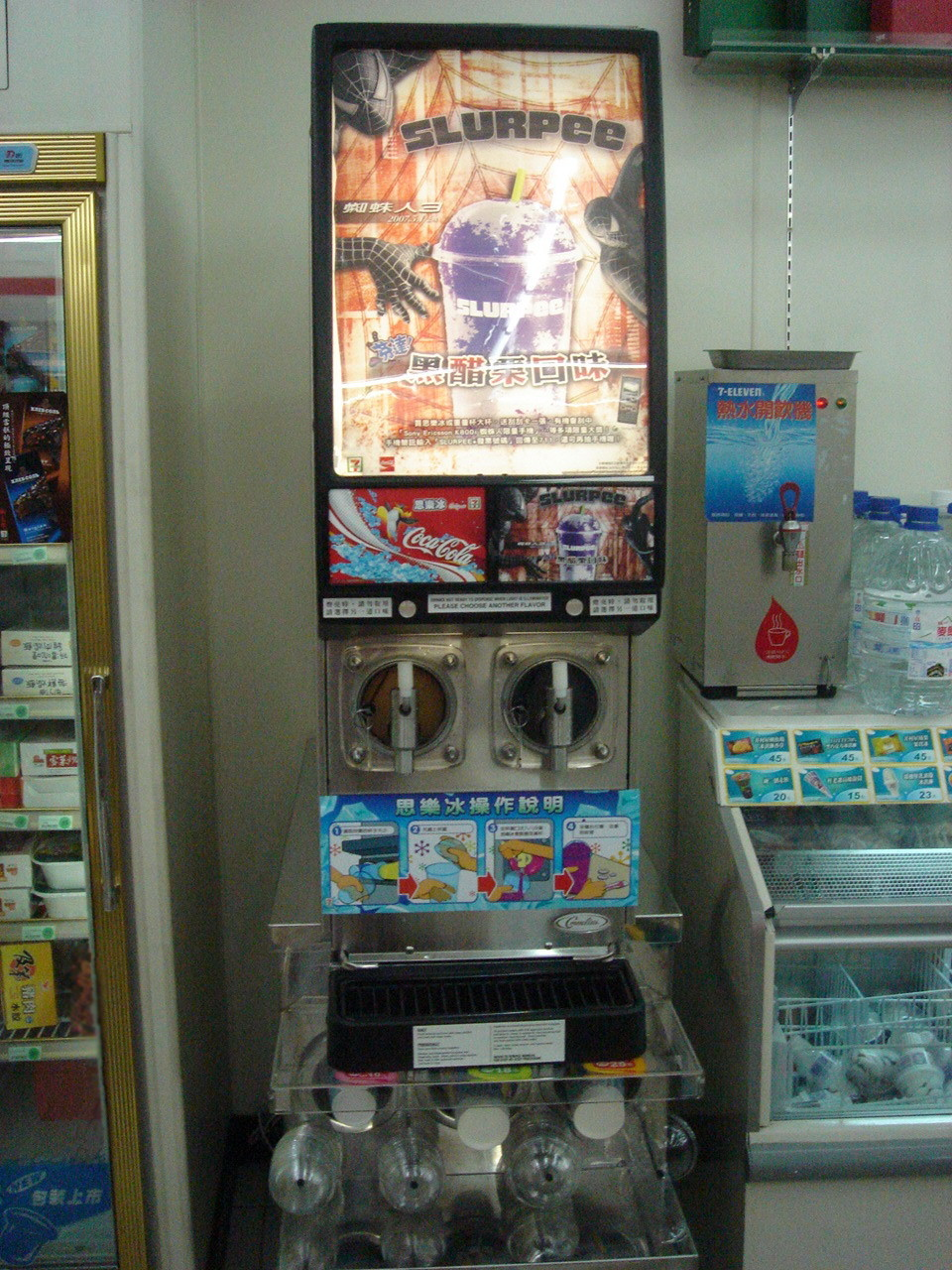
スラーピーの機械（台湾）

スラーピー（英語: Slurpee）はセブンイレブンが販売するシャーベット状になったソフトドリンク製品のブランド名称。

## 概要
日本国内のセブンイレブンでは取り扱っている店舗が少ないが、日本国外の店舗では定番商品であり、人気商品となっている。
日本国外ではセルフサービスでの販売となっており、店舗で購入した容器に好きなだけ入れることができる他、購入者の好みで複数のフレーバーをミックスすることもできる。フレーバーには、バナナ、バニラコーラ、パイナップル、メロンソーダ、ファンタ、バブルガムなどがある。

## 歴史
1965年にアメリカ合衆国のセブンイレブンが発売した「アイシー（Icee）」が原型となっている。スラーピーに名称を変えて販売され、アメリカでセブンイレブンの成長を加速させるきっかけともなるヒット商品となった。1967年にはセブンイレブンからスラーピーのプロモーション用に公式ソングが発表されている。

### スラーピー無料の日
アメリカ・セブンイレブンでは2002年以降、毎年7月11日にスラーピーが無料になるサービスが開催されていたこともあり、ケイティ・ペリーも2014年7月11日に「今日は7月11日だから、セブンイレブンでスラーピーが無料タダの日」の旨の投稿を行っている。
なお、2020年7月11日は新型コロナウイルス感染症の世界的流行の影響を鑑み、多くの人々が店舗に集まることは顧客や従業員らの安全につながらないとの考えからスラーピーの無料サービスは実施せず、非営利組織「フィーディング・アメリカ」に100万食を寄付することで代えている。

## 日本での展開
1978年には、日本のセブンイレブンでも販売が行われていた。
2014年秋に日本国内141店舗のセブンイレブンでテスト商品として販売が行われた。